# مانتابسان (جبل)
مانتابسان (ويُعرف أيضًا باسم جبل مانتاب، بالكورية: 만탑산) هو جبل يقع في جنوب مقاطعة هامغيونغ الشمالية في كوريا الشمالية. يبلغ ارتفاعه 2,205 أمتار (7,234 قدمًا)، وهو قمة غرانيتية ضمن سلسلة جبال هامغيونغ، ويقع عند الحدود بين ثلاث مناطق: مقاطعة كيلجو، ومقاطعة ميونغغان، ومقاطعة أورانغ.

## الاستخدام في التجارب النووية
وفقًا لتقارير متعددة، أُجبر السجناء السياسيون على حفر أنفاق أفقية في الجانب الجنوبي من الجبل ضمن موقع بونغيي-ري (P'unggye-ri) للتجارب النووية. يُعتقد أن هذه الأنفاق بعرض وارتفاع يتراوح بين مترين إلى ثلاثة أمتار، وتمتد لمئات الأمتار داخل الجبل.
وقد جرت في هذا الموقع التجارب النووية الكورية الشمالية في الأعوام: (2006، 2009، 2013، 2016).
يُعتقد أن التجربة السادسة والأكبر، والتي جرت عام 2017، أدت إلى تغيّر في شكل الجبل؛ إذ "انتفخ جانب الجبل بمقدار نحو 3.6 أمتار، وانهار رأسيًا بمقدار نصف متر"، وفقًا لتحليلات زلزالية. وقد وصف أحد علماء الزلازل التأثير بأنه "انهيار يشبه الطي الطبقي للجبال" أو "تسطح الجبل كالكعكة".

## المخيمات القسرية
يقع معسكر هواتشونغ (Hwasong) القسري، الذي تبلغ مساحته 549 كيلومترًا مربعًا (212 ميلًا مربعًا)، وهو أكبر معسكر اعتقال في كوريا الشمالية، بين جبل مانتابسان ومنطقة ميونغغان (هواتشونغ).